# Religioni a Gibuti
La religione più diffusa a Gibuti è l'islam. Secondo una statistica del 2010, i musulmani sono il 97,5% della popolazione e sono in maggioranza sunniti; il cristianesimo è seguito dall'1,4% circa della popolazione, mentre lo 0,2% circa della popolazione segue altre religioni e lo 0,9% circa della popolazione non segue alcuna religione. Una stima del 2015 dell'Association of Religion Data Archives (ARDA) dà i musulmani al 96,9% della popolazione e i cristiani all'1,7% della popolazione; lo 0,2% circa della popolazione segue altre religioni e l'1,2% circa della popolazione non segue alcuna religione. Altre stime danno i musulmani al 94% della popolazione e i cristiani al 6% circa della popolazione; la maggioranza di questi ultimi è costituita principalmente da immigrati.

## Religioni presenti

### Islam
La maggioranza dei musulmani di Gibuti è sunnita e comprende il 94,6% della popolazione; è presente una minoranza sciita con una consistenza pari al 2,3% della popolazione.

### Altre religioni
A Gibuti sono presenti piccoli gruppi di seguaci del bahaismo  e dell'induismo.